# Muntiacus feae
Il muntjak del Tenasserim (Muntiacus feae Thomas e Doria, 1889), detto anche muntjak di Fea, è una specie di Cervide del genere dei muntjak (Muntiacus) originaria di Myanmar e Thailandia. Il suo nome scientifico commemora il naturalista italiano Leonardo Fea.

## Tassonomia
La posizione tassonomica di questa specie non è ancora del tutto chiara. Apparentemente, per la stesura delle opere tassonomiche moderne non è mai stato esaminato l'intero olotipo; ad esempio, lo zoologo Peter Grubb, che nel 1977 inserì per la prima volta la specie nel genere Muntiacus, aveva a disposizione solamente alcune foto del cranio. Tuttavia, con la scoperta di numerose nuove specie di muntjak del Sud-est asiatico, una nuova revisione dell'olotipo si è resa necessaria per chiarire la tassonomia della specie e per verificare esattamente a quale specie appartengano molti animali attualmente presenti in cattività (compresi quelli ospitati allo Zoo di Dusit, a Bangkok) e alcuni esemplari conservati al Museo di Storia Naturale di Londra. I muntjak del Vietnam, in precedenza considerati una sottospecie del muntjak del Tenasserim, vengono ormai considerati come un taxon separato, Muntiacus rooseveltorum.

## Descrizione
Il muntjak del Tenasserim raggiunge una lunghezza testa-corpo di 88 cm, un'altezza al garrese di 50-55 centimetri e ha una coda di 10 cm. Il peso si aggira sui 22 kg. La parte superiore è di colore marrone scuro con belle macchie gialle. Quella inferiore è di colore marrone, a volte con aree più chiare. Le zampe e gli zoccoli sono neri. Nella parte anteriore delle zampe posteriori sono ben visibili delle strisce bianche. I lati della faccia sono marrone scuro. La sommità del capo, la base delle corna e le orecchie sono marrone-giallastre, a parte una striscia nera che si estende sopra gli occhi sulla parte interna della base delle corna. La corta coda è nera sulla parte superiore e bianca su quella inferiore. Le zanne e le ghiandole lacrimali sono ben sviluppate. Le corna sono relativamente brevi.

## Distribuzione e habitat
L'areale di questa specie si estende dall'Istmo di Kra fino alle regioni meridionali del Myanmar e della vicina Thailandia. Tuttavia, fino a poco tempo fa, in entrambi questi Paesi la distribuzione esatta del muntjak del Tenasserim era poco chiara. La località tipo citata nella descrizione dell'olotipo si trova in Myanmar, a est della città di Moulmein, nello Stato Mon. Gli esemplari in cattività ospitati negli zoo thailandesi provengono dalle zone nord-orientali della Provincia di Surat Thani e da Raheng Pangna, nella Provincia di Phuket. Anche alcuni muntjak immortalati da una trappola fotografica nel Parco nazionale di Kaeng Krachan, sempre in Thailandia, appartengono probabilmente a questa specie, mentre le voci di una presunta presenza di M. feae in Cina non sono state confermate.

## Biologia
Sono molto scarse le informazioni che abbiamo riguardo alle preferenze dell'habitat e allo stile di vita di questo animale. Abita prevalentemente nelle foreste sempreverdi di collina e montagna, ma in Myanmar - grazie al clima umido - è possibile osservarlo durante tutto l'anno anche nelle pianure. Nella regione orientale della Thailandia, invece, abita anche nelle foreste asciutte di bassa quota. Di abitudini solitarie, vive nascosto nel sottobosco e si nutre di frutti e foglie.

## Conservazione
A causa dell'incertezza riguardo all'estensione dell'areale, la IUCN classifica il muntjak del Tenasserim tra le specie con «dati insufficienti» (Data Deficient). Potenziali pericoli per la sua sopravvivenza sono la deforestazione e la caccia. In Thailandia, gli habitat forestali sono ben protetti, ma in Myanmar, nella regione del Tenasserim, l'habitat di M. feae è minacciato dalla conversione delle foreste in piantagioni di palma da olio.